# Josef Meissner
Joseph Meissner, né le 21 octobre 1893 à Prague en Autriche-Hongrie (aujourd'hui en République tchèque) et mort à une date inconnue, était un entraîneur de football tchèque.

## Biographie
On ne sait pratiquement rien de sa carrière, sauf qu'il fut le sélectionneur national de l'équipe de Tchécoslovaquie de football lorsque celle-ci participa à la coupe du monde 1938 en France.
Lors de ce mondial, les Tchécoslovaques s'imposent au premier tour 3 à 0 face à l'équipe des Pays-Bas en huitième-de-finale. Au tour suivant, ils font match nul 1-1 contre les Brésiliens. Ils rejouent un deuxième match d'appui deux jours plus tard, et s'inclinent finalement 2 buts à 1.